# Pseudohydromys pumehanae
Pseudohydromys pumehanae es una especie de mamífero roedor de la familia de los múridos. Es endémico de Nueva Guinea.

## Descripción
Es un roedor de pequeñas dimensiones, con una longitud de cabeza y cuerpo de 96-101 mm, una longitud de la cola de 100-103 mm, una longitud del pie de 21-23 mm, una longitud de las orejas de 11- 12 mm y un peso de hasta 20 g.
El pelaje es corto, suave y espeso. Las partes superiores son de color gris humo, más oscuro en la cabeza, a los lados del hocico y a lo largo de la columna vertebral, mientras que las partes ventrales son más claras. El envés de las patas está cubierto de pequeños pelos plateados. La cola es más larga que la cabeza y el cuerpo y uniformemente de color gris oscuro, con una banda más clara en la parte central, cubierta por una fina capa de pelos y revestida de 16 anillos de escamas por centímetro.

## Biología

### Comportamiento
Es una especie terrestre.

## Distribución y hábitat
Esta especie es conocida en la parte centro-oriental de la cordillera central de Papúa Nueva Guinea.
Vive en los bosques musgosos de montáña entre 1.550 y 2.100 metros de altitud.

## Estado de conservación
Al ser recientemente descubierta, el estado de conservación de esta especie todavía no ha sido evaluado.